# Central Washington University

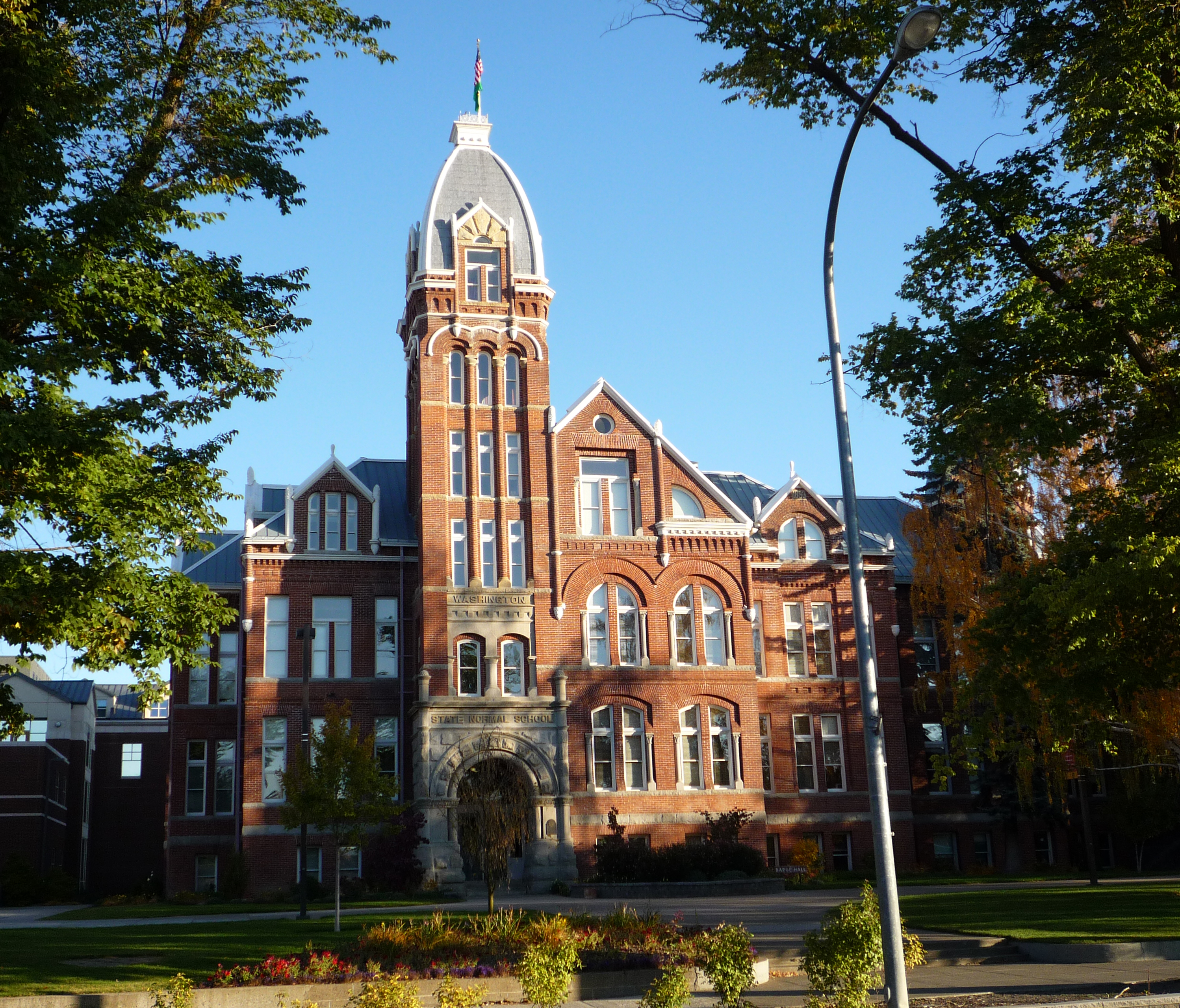
Barge Hall, Central Washington University

Die Central Washington University (auch CWU genannt) ist eine staatliche Universität in Ellensburg im US-Bundesstaat Washington. 1891 gegründet, studieren an der Hochschule derzeit 11.993 Studenten, davon 11.112 in der Bachelor-Ausbildung. Die Universität ist vor allem für ihr Schimpansen-Forschungszentrum, das Chimpanzee and Human Communication Institute, sowie das jährlich stattfindende Drama Teacher's Summer Institute bekannt.
Die Sportteams der CWU sind die Wildcats. Die Hochschule ist Mitglied in der Great Northwest Athletic Conference, das Footballteam ist Mitglied in der North Central Conference. 